# Poulehouse
Poulehouse est une entreprise de production d'œufs créée en 2017 et disparue en 2022, dont la particularité était d'éviter la mise à mort des volailles devenues moins productives à partir de l'âge de 18 mois. En 2019, Poulehouse était également devenue la première entreprise française à accueillir des poules pondeuses issues des nouvelles techniques de sexage in ovo pour ne plus cautionner l'abattage des poussins mâles à leur naissance et améliorer le bien-être animal.

## Histoire
L'entreprise est fondée en février 2017 par Fabien Sauleman, Sébastien Neusch et Élodie Pellegrain,. La volonté des fondateurs est de développer des élevages de poules pondeuses répondant à des critères éthiques, en bannissant la pratique traditionnelle d'abattage des poules à 18 mois, âge à partir duquel leur productivité commence à diminuer,.
Pour éviter l'abattage des poules, Poulehouse propose aux éleveurs une rémunération supérieure à celle du marché, créant pour eux des conditions avantageuses. Un contrat est signé entre Poulehouse et l'éleveur, les poules restent chez l'éleveur partenaire jusqu'à environ 18 mois. Ensuite, les poules sont envoyées dans un élevage de Poulehouse en Bretagne pour effectuer un nouveau cycle de ponte. Lorsque les poules ne pondent plus (vers 3 ans et demi environ), elles sont accueillies à « La Maison des Poules », une ferme-pilote créée par Poulehouse dans le Limousin jusqu'à leur mort naturelle à un âge compris entre six et dix ans. Les partenaires s'engagent à les nourrir, les loger et les soigner toute leur vie.
En septembre 2017, la start-up commence à commercialiser ses premiers œufs issus de cette approche, adoptant le slogan « L'œuf qui ne tue pas la poule » en référence au bannissement de la pratique d'abattage,. Ces premiers œufs sont également issus de poules élevées dans le respect des principes de l'agriculture biologique.
En parallèle, des avancées s'observent en Allemagne dans le domaine du « sexage in ovo », qui permet d'éviter l'abattage des poussins mâles à leur naissance. L'élevage traditionnel des poules pondeuses implique en effet, pour les couvoirs, d'abattre les poussins mâles du fait qu'ils ne pourront pas être exploités par la filière « œuf », ni par la filière « viande ». Le sexage in ovo permet d'éviter cette situation en déterminant le sexe de l'embryon avant l'éclosion du poussin, et de retirer ainsi les œufs « mâles » de la couvée sans aboutir à une situation d'abattage et donc de souffrance animale. En 2019, la start-up allemande Seleggt commence à commercialiser des poussins femelles issus de cette technique. Poulehouse est la première entreprise d'élevage française à s'emparer du sujet : un partenariat est noué avec Seleggt, permettant aux premiers poussins femelles issus du sexage in ovo d'être accueillis par Poulehouse en avril 2019 dans sa ferme-pilote du Limousin. L'entreprise commercialise ses premiers œufs de poules issues du sexage in ovo en octobre 2019.
En février 2022, Poulehouse est placée en liquidation judiciaire par le tribunal de commerce de Rouen. La start-up s'est vu notifiée d'une réclamation d'un paiement de factures en retard par l'entreprise ONE qui s'occupait du conditionnement et de l'expédition des œufs. La décision intervient alors que Poulehouse était sur le point d'atteindre la rentabilité, selon son fondateur, et de lever environ 1,2 million d'euros par le biais d'une collecte de fonds.
Pour financer le développement de la société, Poulehouse a fait appel à un financement participatif de 300 000 euros en 2019, sous forme de prêt rémunéré, auprès d'investisseurs citoyens sur MiiMOSA, qui ont finalement perdu leur argent, aucun actif n'étant récupérable d’après l’administrateur judiciaire. Une cagnotte a été créée à cet effet pour les épargnants ruinés par Poulehouse,.[source secondaire nécessaire].

## Élevages
Les œufs de Poulehouse provenaient de différents élevages français partenaires de la marque ou d'élevages propre à Poulehouse :
- à Coulogne (Pas-de-Calais), élevage plein-air ;
- à Eringhem (Nord), élevage plein-air ;
- à Bancigny (Aisne), élevage bio ;
- à Ouzouer-sur-Loire (Loiret), élevage bio ;
- à Plogonnec (Finistère), élevage bio ;
- à Cassel (Nord), élevage bio ;
- à Poullan-sur-Mer (Finistère), élevage bio et élevage plein-air ;
- à La Noë-Blanche (Ille-et-Vilaine), élevage plein-air ;
- à Guémené-Penfao (Loire-Atlantique), élevage plein-air .

Par ailleurs, « La Maison des Poules », située à Coussac-Bonneval dans le Limousin, créée par Poulehouse, constituait à la fois une ferme-pilote bio et un refuge accueillant des poules pondeuses âgées de 18 mois ou plus, issues des élevages partenaires. Le lieu était parfois qualifié de « maison de retraite des poules »,.
Au sein de « La Maison des Poules », ainsi que dans certains élevages partenaires de la marque, les poules étaient élevées selon les normes de l'agriculture biologique avec une alimentation variée en graines bio associées à un mélange de légumineuses, sans OGM ou uniquement à l'état de traces. Les poules bénéficiaient par ailleurs d'un accès extérieur avec une surface d'au moins 4 m² par poule, et de 6 poules/m² en intérieur, dans le respect de la réglementation en vigueur.

## Produits
Pour la clientèle grand public, les produits Poulehouse étaient distribués sous forme de boîtes de six œufs comportant le slogan « L’œuf qui ne tue pas la poule ». Deux boîtes étaient commercialisées : les boîtes vertes, pour les œufs issus de l'agriculture biologique, et les boîtes jaunes, pour les œufs de poules élevées en plein air. De 2019 à 2022, les deux types de boîtes pouvaient contenir des œufs de poules issues de la technique du sexage in ovo. Historiquement, les boîtes d'œufs Poulehouse ont d'abord été commercialisées dans le réseau de magasins Biocoop, puis dans le réseau Naturalia, avant de s'étendre à des enseignes de grande surface généralistes.
Pour la clientèle professionnelle (industrie agro-alimentaire), Poulehouse commercialisait également des œufs sans leur coquille, qualifiés d'« ovo-produits ». Dans le domaine de l'industrie agro-alimentaire, Poulehouse s'est également associé à différents acteurs utilisant des œufs issus de sa production. En avril 2019, une initiative a lieu avec « La Fabrique Cookies » pour produire des cookies à partir d'œufs Poulehouse, dans le cadre d'une levée de fonds intitulée « Le gâteau qui ne tue pas la poule ». Le principe est repris en novembre de la même année pour créer un fondant au chocolat bio « qui ne tue pas la poule » avec Franprix.